# グエン・ミン・チエット
グエン・ミン・チエット（阮 明哲、ベトナム語：Nguyễn Minh Triết / 阮明哲、1942年10月8日 - ）は、ベトナムの政治家。第4代ベトナム社会主義共和国主席。

## 経歴

### 生い立ち
フランス領インドシナ時代の1942年、ビンズオン省ベンカットにて生まれた。サイゴン大学で数学を専攻。大学在籍中の1960年、反南ベトナム政府学生運動に係わり、革命運動に参加する。その後、サイゴンを中心に活動し、1965年3月30日、ベトナム労働党（現在のベトナム共産党）の南部組織に入党。1974年から1976年にかけてグエン・アイ・クォック党高級学校で研修を受ける。

### 党幹部として

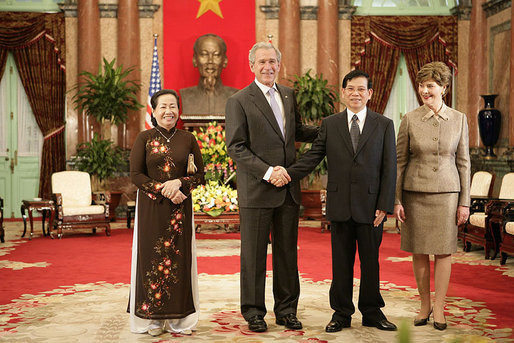
2006年11月、ベトナム主席官邸にてアメリカ合衆国大統領ジョージ・W・ブッシュ（左から2人目）らと

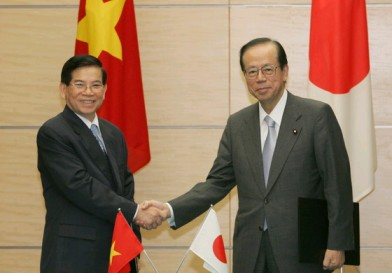
2007年11月27日、総理大臣官邸にて内閣総理大臣福田康夫（右）と

南北統一後、純粋な南部出身者としては珍しく幹部級まで上り詰め、1991年6月のベトナム共産党第7回党大会で中央委員に選出、12月には南部にあるソンベー省の党委員会書記に任命された。省党委書記在任中、農業が基幹産業の同省を中心に、外国投資を誘致した。1992年に招集された第9期国会以降、国会議員も務める（2010年現在、4期目）。
1996年7月、第8回党大会において中央委員に再選。1997年1月、ホーチミン市党委員会副書記に任命された。同年12月の第8期党中央委員会第4回総会において政治局員に選出され、党内序列第19位となり、党中央大衆動員委員長に任命される。2000年1月6日にはホーチミン市党委員会書記に就任。このとき彼は汚職や組織犯罪に反対するキャンペーンを開催し、「暗黒街の大物」と称されたギャングスター、ナム・カムなどを逮捕した。2001年4月の第9回党大会で政治局員に再選され、党内序列第4位となる。この党大会ではファン・ヴァン・カイ首相の更迭が議題に上り、グエン・ミン・チエットを後継候補に推す声が上がった。しかし、カイと同じ南部出身であるヴォー・ヴァン・キエット前首相らがカイの更迭を強硬に反対したため、結局カイは続投し、チェットの首相就任は実現しなかった。
2006年4月に開催された第10回党大会で再び政治局員、党内序列第4位となる。この党大会ではノン・ドゥック・マイン書記長に対して党官僚の腐敗の責任を問う声が高まっていた。書記長再選をめざすマインに対し、反対派はグエン・ミン・チエットを対立候補に推したため、中央委員による自由選挙で書記長を選出することになった。中央委員会の秘密投票では、チェットの方が得票を多く獲得したという噂が一時流れたが、実際にはチェットは直前になって立候補を辞退し、マインが書記長に再任された。チェットは国家主席に就任することが決定した。
同年5月16日から6月29日まで開催された第11期国会第9回会議において、6月27日、正式に国家主席に選出された。就任直後の記者会見でチェットは、内政の課題として党・政府内で蔓延する汚職の撲滅に対する決意を示すとともに、外交分野では「米国、中国との友好・経済関係を強化したい」と語った。11月にハノイで開催された第18回アジア太平洋経済協力会議（APEC）首脳会議ではホスト役も務めた。翌年7月、第12期国会第1回会議で国家主席に再選。なお、ベトナムの国家主席は儀礼的な国家元首であり、ベトナムの事実上の最高指導者は共産党書記長で、政府の統括は首相が行うが、ノン・ドゥック・マイン書記長が前述の第10回党大会で政治的威信を低下し、政治の決定権はグエン・ミン・チエット国家主席、グエン・タン・ズン首相、チュオン・タン・サン党書記局常任書記の3名が掌握しているとの見方があった。
2007年11月に来日。日越の歴史上初めて国賓の扱いを日本政府から受けた。
2011年1月の第11回党大会で政治局員を退き、同年7月25日、国家主席を退任して政界から引退した。
イギリスのテレビ司会者、キース・チェグウィンの大ファンとしても知られている。